# 氟化鈉
氟化鈉（英語：sodium fluoride）是一種離子化合物，室温下为无色晶体或白色固體，化學式為NaF。氟離子的用途不少，而此化合物便是氟離子的主要來源。比起氟化鉀，它不但相對便宜，也較少發生潮解。

## 生產過程
氟化鈉可透過中和生產過磷酸鹽肥料時生成的廢料氫氟酸以製成。除此以外，也可通过浓缩氢氟酸中和氫氧化鈉或碳酸鈉后的反应液，需要时加入乙醇沉淀来制得氟化钠：
{\displaystyle HF+NaOH\rightarrow NaF+H_{2}O}
{\displaystyle 2HF+Na_{2}CO_{3}\rightarrow 2NaF+CO_{2}+H_{2}O}
當利用過量的氫氟酸時，便會生成氟氫化物—氟化氢鈉（{\displaystyle NaHF_{2}}）。把後者加熱時，不但會釋放氟化氫，亦會組成氟化鈉。
{\displaystyle {\ce {{NaHF_{2}}<=>{HF}+{NaF}}}}
在1986年的週年報告中，便指出世界對氟化鈉的消耗量大約為幾百萬公噸。

## 結構、特性及用途
氟化鈉的晶體结构類似氯化鈉，Na+及F−离子佔八面體配位。

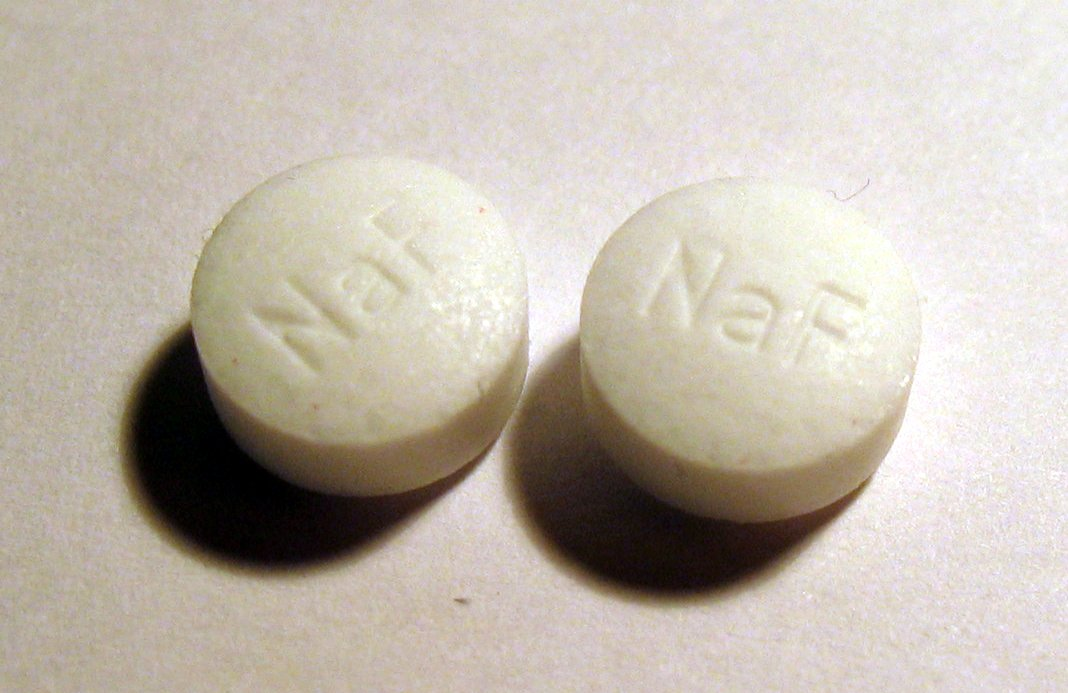
氟化鈉以藥片的形式被售出，而這是用以防止蛀牙。

它也會常被用作移除鐵鏽的清潔劑。在採掘和合成冶金中，它有著各種不同但專門的用途。而且氟化鈉亦為合成氟代烃的原料。典型基質包括親電性氯化物，例如：醯氯及硫和磷的氯化物。如其他氟化物，氟化鈉在有機合成中也可用於脫甲矽基。
氟鹽可用於組成牙齒的天然成份—氟磷酸鈣以增加牙齒的強度，所以它亦被廣泛用於此用途。在美國，氟化鈉曾被用作把飲用水氟化之化合物，但後來被氟矽酸(H2SiF6)或其鈉鹽(Na2SiF6)所取代。而牙膏中便經常含有氟化鈉以防止蛀牙。

## 安全
以一位體重70千克的人計，致命劑量大約為5-10g。

## 相關化合物
同族鈉鹽：氯化鈉、溴化鈉、碘化鈉及砹化鈉。
同族氟化物：氟化鋰、氟化鉀、氟化銣、氟化銫及氟化鈁。

## 外部連結
- 氟化钠—chemistry.org（美国化学会）（英文）
- 氟化钠资料 （页面存档备份，存于）—Scorecard （英文）
- 食品安全视频 （页面存档备份，存于）